# 2,8 cm sPzB 41
2,8 cm schwere Panzerbüchse 41 (28-мм важка протитанкова рушниця sPzB 41) скор. s.Pz.B.41, sPzB 41, s.PzB.41, вимовляється як швере панцербюксе і перекладається як 2,8-см важка протитанкова рушниця 41 — німецька артилерійська система періоду Другої світової війни. У Вермахті вона класифікувалася як важка протитанкова рушниця, але у той же час володіла усіма конструктивними особливостями артилерійської гармати — достатньо великим калібром, лафетом, противідкотними пристроями, неможливістю перенесення силами однієї людини. Тому в радянських і американських документах воєнного часу s.Pz.B.41 відносили до протитанкових гармат; автори сучасних публікацій на артилерійську тематику, в тому числі й німецькі, в основному поділяють цю точку зору.
Відмінною особливістю s.Pz.B.41 було використання конічного каналу ствола, що дозволило різко збільшити початкову швидкість снаряда і бронепробивність у порівнянні з традиційною конструктивною схемою протитанкових гармат малого калібру при збереженні відносно невеликих габаритів і маси артилерійської системи. Гармати цього типу серійно випускалися з 1940 по 1943 рік і використовувалися підрозділами вермахту, військ СС і Люфтваффе аж до закінчення Другої світової війни.

## Історія

### Передумови та створення

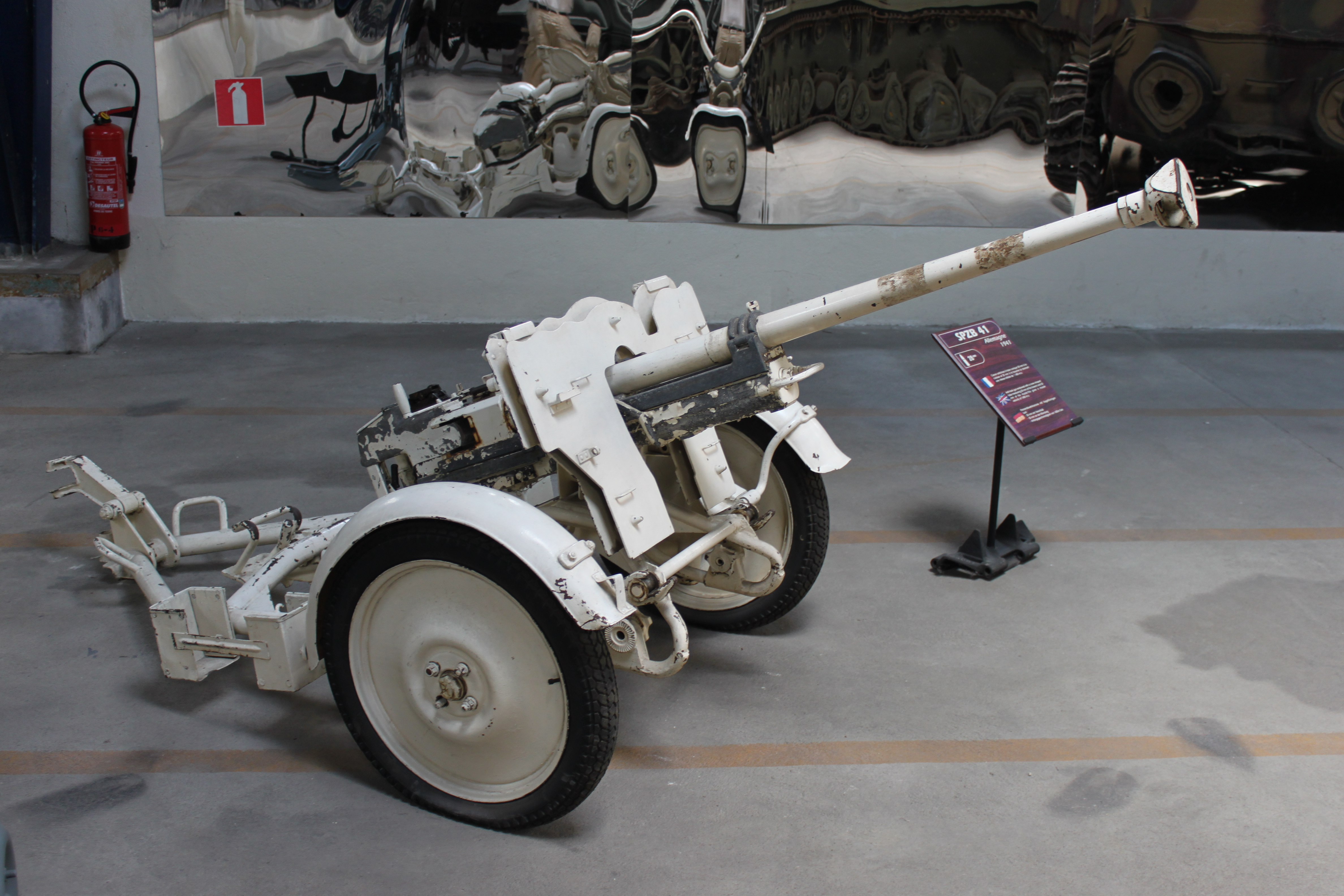
У Танковому музеї у Сомюре

Винахідником зброї з конічним каналом ствола вважається німецький професор Карл Пуфф, що запатентував у 1903 році рушницю з таким типом ствола та спеціальну кулю для нього. Ідея Пуффа була розвинена іншим німецьким інженером, Германом Герліхом, який у 1920-1930-х роках провів ряд експериментів у Німецькому випробувальному інституті ручної вогнепальної зброї у Берліні, а також у Великій Британії та США. Герліх запропонував поєднати конічну ділянку ствола з циліндричними ділянками в дульній та казенній частинах, а також зробити нарізи з глибиною, що зменшується до дульного зрізу. Сконструйована Герліхом дослідна 7-мм протитанкова рушниця «Хальгер-ультра» мала початкову швидкість кулі 1800 м/с.
До кінця 1930-х років, коли збройні сили нацистської Німеччини вже являли собою сформовані та боєздатні війська з усталеною, у якійсь мірі, доктриною застосування і матеріальною частиною, стала певною й область застосування нової технології. Німецькі піхотні підрозділи на рівні від взводу до батальйону як протитанкові засоби мали 7,92-мм протитанкові рушниці та 37-мм протитанкові гармати. Перші не мали достатньої разючої моці, а другі, з ряду причин, не зовсім задовольняли керівництво легко піхотних і гірських військ вермахту, а також парашутних військ Люфтваффе. Для повітряних і водних десантів, дій на сильно пересіченій місцевості була потрібна легка, високо мобільна та бажано розбірна протитанкова артилерійська система з досить потужною бронепробивною дією. Застосування схеми з конічним каналом ствола дало змогу втілити цю ідею в реальність.
Роботи над легкою протитанковою гарматою із конічним каналом ствола були розпочаті фірмою «Маузер» (Mauser) наприкінці 1939 року. Спочатку гармата, що мала індекси «Gerät 231» і «MK.8202», розроблялася як універсальна (піхотна та протитанкова) автоматична гармата, оснащена 18-тизарядним магазином. Проте у ході розробки було вирішено відмовитися від цієї концепції й створити однозарядний варіант зброї із конічним стволом, причому тільки для протитанкових потреб. Згідно з рядом німецьких джерел, цією роботою займалася фірма «Рейнметалл» (Rheinmetall). У червні — липні 1940 року перша партія з 30 гармат пройшла випробування на полігоні в Куммерсдорфі, після завершення яких артилерійська система була прийнята на озброєння і запущена в серійне виробництво. Існує версія, що при створенні гармати німецькими інженерами використовувалися елементи конструкції 29/20-мм гармати Ларсена, створеної для французької армії та тестованої з 1937 року.

### Виробництво та подальше вдосконалення s.Pz.B. 41
2,8 cm s.Pz.B.41 серійно вироблялися з 1940 року по вересень 1943-го на заводі фірми «Маузер» у місті Оберндорф-ам-Неккар. Головною причиною припинення виробництва був дефіцит вольфраму для виготовлення снарядів. Вартість одної гармати становила 4520 рейхсмарок. Для своєї маси 229 кг артилерійська система s.Pz.B.41 була досить дорогою; для порівняння, вартість 37-мм протитанкової гармати Pak 36 вагою 440 кг становила 5730 рейхсмарок, а для 50-мм Pak 38 масою 830 кг — 10 600 рейхсмарок.
Боєприпаси для гармати вироблялися також із 1940 по 1943 рік, причому бронебійних снарядів було вироблено більш ніж у 3 рази більше за осколкові.
| Виробництво s.Pz.B.41 і снарядів до них |       |       |       |       |        |
| Продукція \ Рік                         | 1940  | 1941  | 1942  | 1943  | Усього |
| 2,8 cm s.Pz.B.41, шт.                   | 94    | 349   | 1030  | 1324  | 2797   |
| осколкові снаряди, тис. шт.             | —     | 9,2   | 373,3 | 130,1 | 512,6  |
| бронебійні снаряди, тис. шт.            | 156,2 | 889,5 | 270,0 | 278,1 | 1602,8 |

У 1942 році, був створений танковий варіант рушниці — 2,8/2 cm KwK.42, випущений обмеженою установною серією у 24 одиниці. У 1941 році почалися роботи над створенням гармати з конічним каналом ствола більшого калібру, що завершилися прийняттям на озброєння гармати 4,2 cm Pak 41. Інші розробки, такі як 37/27-мм гармата schwere Panzerbüchse 42 і 42/27-мм Panzerbüchse 42/27, залишилися на стадії випробування дослідних зразків.

### Служба та бойове застосування

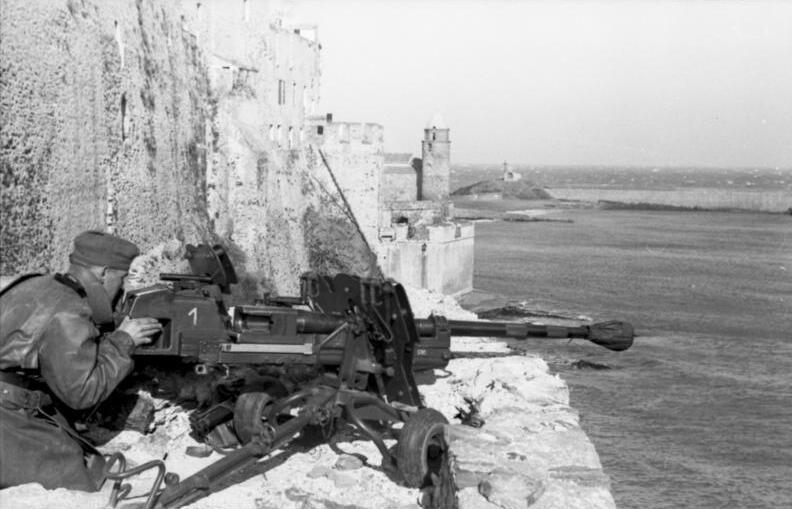
2,8 cm s.Pz.B.41 на бойовій позиції

s.Pz.B.41 надходила в різні частини — піхотні, легкі піхотні, моторизовані, гірсько-піхотні та єгерські дивізії вермахту та військ СС, а також парашутні й авіапольові дивізії люфтваффе. Частина гармат надійшла в дивізіони винищувачів танків — наприклад, у червні 1941 року 654-й дивізіон винищувачів танків, що діяв у складі групи армій «Центр», мав на озброєнні 32 гармати Pak 35/36 і 4 гармати s.Pz.B.41.
На 1 червня 1941 року вермахт мав у своєму розпорядженні 183 таких гармат, що використовувались із початку німецько-радянської війни. Мабуть, їх мав на увазі К. К Рокоссовський у своїх спогадах «Солдатський обов'язок»:

Якщо німці побачили таку нову нашу техніку, як КВ, то й ми дещо в них виявили, а саме — нові зразки протитанкових рушниць, кулі яких прошивали наші танки старих типів. Провели випробування, переконалися, що спеціальними кулями з цих рушниць пробивається і бортова броня Т-34. Захоплену новинку терміново відправили до Москви.

s.Pz.B.41 активно використовувалися аж до закінчення війни, останні випадки бойового застосування відносяться до Берлінської операції. Крім боїв на східному фронті, відомо про застосування цієї гармати у боях у Північній Африці й західному фронті у 1944-1945 роках. Балістичні можливості гармати дозволяли йому боротися з легкими, а в сприятливих умовах також із середніми та навіть важкими танками противника (наприклад, зареєстрований випадок пробиття снарядом s.Pz.B.41 нижнього лобового листа важкого танка ІС-2). У листопаді 1944 року у вермахті було 1336 s.Pz.B.41, у квітні 1945 року ще залишалося 853 рушниці (775 у військах і 78 на складах). Частина гармат була встановлена на бронетранспортери Sd.Kfz 250 (отримана модифікація мала найменування Sd.Kfz.250/11) і бронеавтомобілі Sd.Kfz 221.

## Опис конструкції
Конструктивно s.Pz.B.41 являє собою легку протитанкову гармату з конічним каналом ствола. Основними частинами рушниці є ствол із задком і затвором, люлька з противідкотними пристроями, верхній станок, нижній станок із заспокоювачем і станина, щитове прикриття, колісний хід, прицільне пристосування.

### Ствол і противідкотні пристрої
Ствол гармати нарізний, моноблочної технології виготовлення, має масу в 37 кг разом із дульним гальмом. Особливістю конструкції ствола є наявність конічної частини — на її початку діаметр ствола (по полях нарізів) дорівнює 28 мм, у кінці, біля дульного зрізу — 20 мм. Така конструкція ствола забезпечує значне збільшення тиску в каналі ствола при пострілі та відповідно досягнення високої початкової швидкості (1400 м/с), але вимагає застосування снарядів спеціальної конструкції. Ствол складається із труби, задка та дульного гальма. Труба складається із задньої циліндричної й передній конічної частин. Усередині труби є канал, що складається із камори, з'єднувального конуса та нарізної частини. Камора слугує для розміщення гільзи патрона, її обсяг становить 0,171 дм³. За допомогою з'єднувального конуса камора сполучається із нарізною частиною конічного обрису. Довжина нарізної частини становить 1270 мм, у ній є 12 нарізів. Живучість нарізної частини ствола невелика та становить 500 пострілів.
Дулове гальмо однокамерне, нагвинчується на дульну частину труби та стопориться контргайкою. Функція дульного гальма полягає у поглинанні частини енергії відкоту шляхом відводу частини порохових газів через бічні вікна спеціальної форми. Задок слугує для розміщення затвора і зв'язку ствола з противідкотними пристроями. Труба ствола з'єднується із задком замком сухарного типу, що дозволяє при необхідності здійснити швидку заміну труби ствола в польових умовах. Для фіксації труби в задку є спеціальна засувка.
Рушниця оснащується горизонтальним клиновим начверть автоматичним затвором (відкривається вручну, автоматично закривається при досиланні патрона). Затвор складається із замикального, звідного, стріляльного, викидного механізмів, а також містить у собі запобіжник від затяжних пострілів і запобіжник спуску. Постріл проводиться за допомогою важеля спускового механізму.
Противідкотні пристрої змонтовані в люльці під стволом на полозках. При пострілі ствол відкочується разом із полозками, нормальна довжина відкоту становить 241 мм, гранична — 280 мм. Противідкотні пристрої представлені гідравлічним гальмом відкоту та пружинним накатником. До задньої частини колиски кріпиться противага, призначена для врівноваження хитної частини рушниці. Конструктивно вона виконана у вигляді металевої деталі з руків'ями, тримаючись за які навідник наводить гармату на ціль. Хитна частина гармати містить у собі ствол із затвором, противідкотні пристрої й люльку з полозками.
Артилерійська система комплектується прицільними пристосуваннями двох типів: відкритим прицілом із ціликом і мушкою, постійним на всі дальності, й оптичним прицілом ZF 1×11 від протитанкової гармати Pak 35/36.

### Лафет

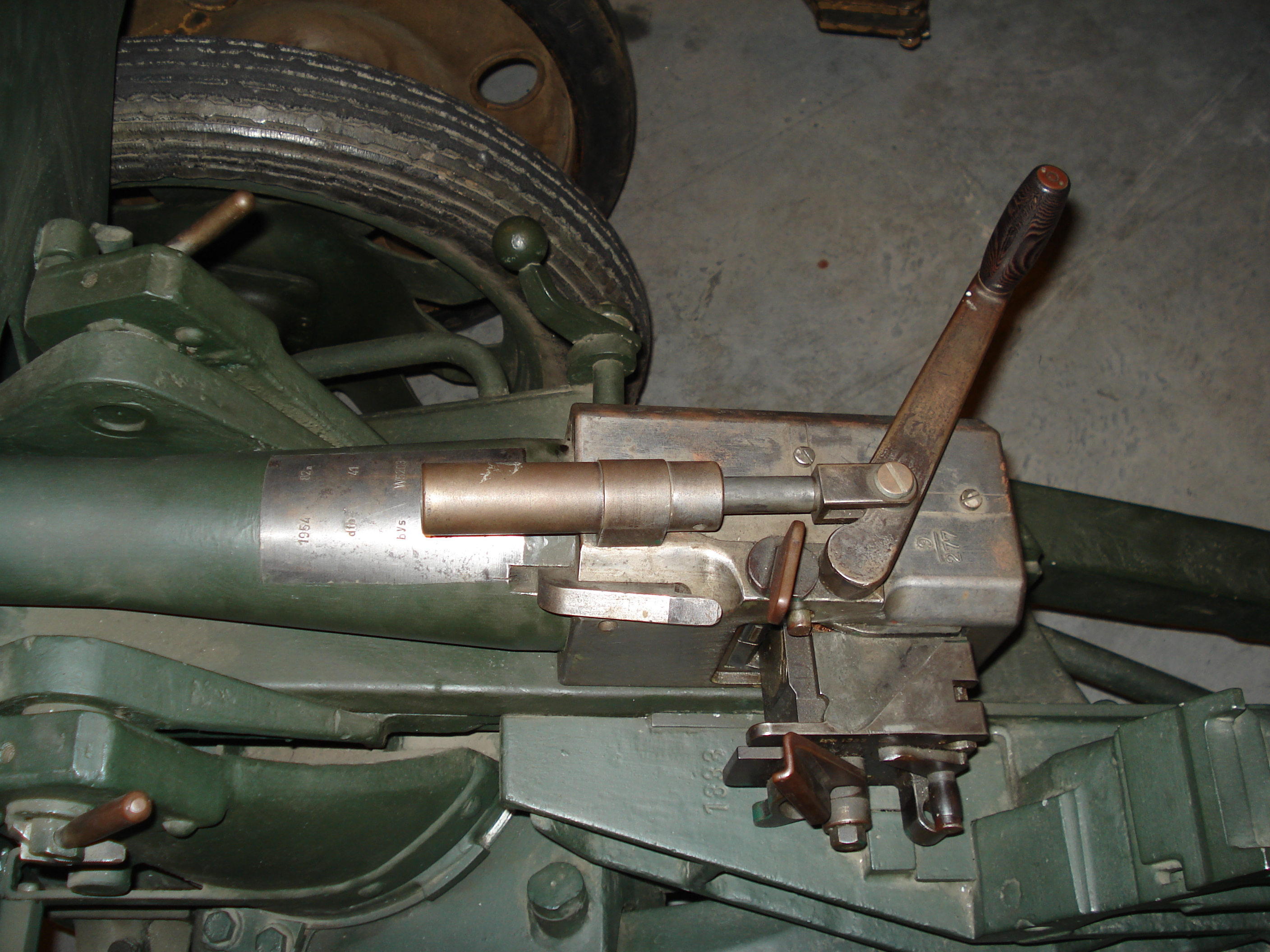
Вид зверху на казенну частину гармати

Гармата має лафет із розсувними станинами, утворений верхнім і нижнім станками. На цапфах верхнього станка розміщується хитна частина гармати, також до нього кріпляться щитове прикриття і заспокоювач. Усі разом ці конструктивні елементи складають обертову частину гармати, яка з'єднується із нижнім верстатом за допомогою кульового погона. Механізмів вертикального та горизонтального наведення артилерійська система не має, наведення здійснюється поворотами обертової і хитної частин гармати вручну.
Заспокоювач призначений для гасіння коливань ствола при стрільбі та наведенні, складається з литого корпусу з вентильними пристроями, двох кришок, штока з двома поршнями та головки штока з клямкою. Щитове прикриття, призначене для захисту обслуги від куль, дрібних осколків і ударних хвиль від близьких розривів, утворюють два паралельно розташованих броньових листи товщиною 4 мм кожен із зазором у 35 мм між ними. Така конструкція, реалізована за принципом рознесеного бронювання, забезпечує кращу стійкість проти куль та дрібних осколків снарядів у порівняні з одним броньовим листом тієї ж геометричної форми та маси. Крім основного щита, в районі задка до люльки кріпиться невеликий додатковий щиток, також із двох паралельних броньових листів.
До нижнього станка, частиною якого є дві станини з сошниками, кріпиться колісний хід. З'єднання колісного ходу з верстатом здійснено за допомогою штиря зі стопором. Колеса ходу залізні дискові, з гумовими шинами, заповненими губчастим каучуком. Наявність підресорювання дозволяє буксувати гармату зі швидкістю до 40 км/год.
Особливістю гармати є можливість ведення вогню як з коліс, так і безпосередньо з нижнього станка. В останньому випадку колісний хід знімається (що займає 30-40 секунд), а обслуга розташована у положенні лежачи. При необхідності гармата без жодного інструменту легко розбирається на 5 частин: щитове прикриття (20 кг), ствол з дульним гальмом (37 кг), люлька з противідкотними пристроями, задком, затвором і противагою (45 кг), колісний хід з ресорою (62 кг), верхній і нижній верстати зі станинами (57 кг).

### Класифікація
У вермахті 2,8 cm s.Pz.B.41 офіційно класифікувалося як важка протитанкова рушниця. У той же час у офіційних виданнях, випущених Головним артилерійським управлінням ЧА, офіційних американських виданнях часів війни, а також у сучасних джерелах, у тому числі німецьких, вона класифікується як артилерійська гармата.
Система має наступні конструктивні ознаки артилерійської гармати:
- досить великий калібр (28 мм);
- використання боєприпасів, що класифікуються (у тому числі й у самому вермахті) як снаряди (а не кулі)[2][21];
- наявність ведучих поясків (точніше, центрувальних конусних виступів) на снаряді[22][18];
- наявність лафета з розсувними станинами, колісним ходом, щитовим прикриттям;
- наявність противідкотних пристроїв;
- значна (для протитанкової рушниці) маса, що не дозволяє переносити систему без розбирання обслугою;
- обслуга із 3-5 номерів (обслуга протитанкової рушниці зазвичай складається з двох осіб);

З протитанковою рушницею систему ріднить тільки відсутність механізмів вертикального та горизонтального наведення, яка здійснювалась безпосередньо хитанням ствола і розворотом обертової частини гармати навідником. У той же час такого роду спосіб наведення характерний і для деяких артилерійських гармат невеликого калібру, зокрема для гармат, що монтуються на тумбових установках. Модифікація гармати, призначена для установлення на бронетехніку, офіційно класифікувалася як танкова гармата — 2,8/2 cm KwK 42.

## Модифікації

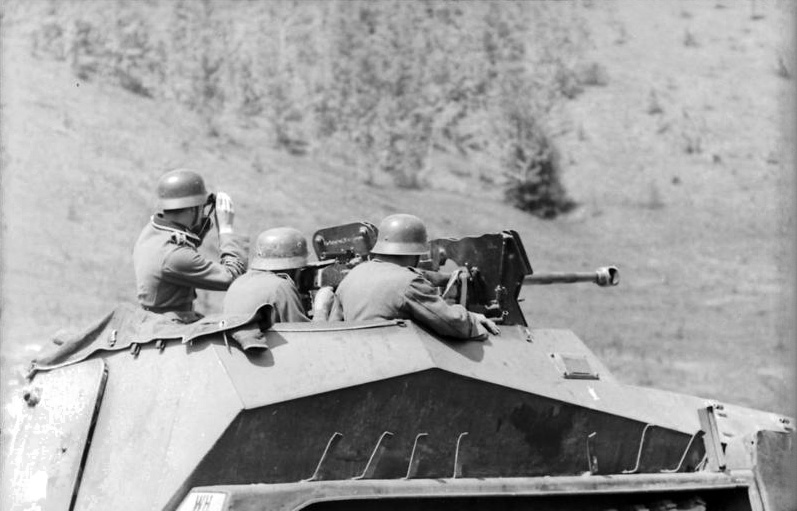
Гармата s.Pz.B.41 встановлювалася на бронетранспортери Sd.Kfz 250

- 2,8 cm schwere Panzerbüchse 41 — вихідний варіант рушниці з колісним ходом, що призначався для моторизованих підрозділів. Характерною його особливістю була наявність лафета з віддільним колісним ходом, причому стрільба була можлива й при встановленому колісному ході, і без нього. У першому випадку маса системи становила близько 223 кг, у другому — близько 162 кг. Зі знятим колісним ходом був можливий круговий обстріл, кути вертикального наведення знаходилися у межах від −15° до +25°. Для переміщення механічною тягою рушниця зчіплювалася із так званим «піхотним візком» Infanteriekarre 8. Однак швидкість перевезення такої зчіпки була недостатньо високою через малий розмір коліс її складових, тому практикувалося навантаження системи цілком у «спеціальний причіп», що дозволяє буксирування з максимальною швидкістю, яку може розвивати тягач[3][1][2].

- 2,8 cm schwere Panzerbüchse 41 mit leichter Feldlafette (скор. s.PzB.41 le.Fl.41, sPzB 41 leFl 41) — спеціальна модифікація для парашутних частин. Після виготовлення 90 одиниць у вихідному варіанті проведені випробування показали, що система не відповідає поставленим перед нею вимогам. З 91-го примірника її серійне виробництво продовжилося з установленням ствольної групи на абсолютно новий лафет. Від свого початкового різновиду ця модифікація відрізнялася зменшеною до 139 кг (за іншими даними — до 147 кг) масою через відмову від коліс, у ряді випадків — від щита, а також широкого використання у конструкції легких сплавів. Для переміщення гармати силами обслуги передбачалися два знімних котки малого діаметра, без них маса системи зменшувалася до 118 кг, а її висота — із 720 мм до 500 мм. Лафет нової конструкції — триніжного типу, що забезпечує кругове горизонтальне наведення і вертикальне наведення у межах від −15° до +25°. Для транспортування гармати використовувався «спеціальний причіп» Sonderanhänger 32/3 масою 85 кг і шириною колії 1050 мм, який вироблявся фірмою G. Lindner AG в Аммендорфі поблизу міста Галле (на даний час Аммендорф є міським районом Галле)[2][3].

- Варіант гармати для установлення на бронетранспортери Sd.Kfz.250/11 і бронеавтомобілі Sd.Kfz 221[10].

- 2,8/2 cm Kampfwagenkanone 42 (скор. 2,8/2 cm KwK 42) — танковий варіант рушниці. Його характерною відмінністю був хромований зсередини ствол, що дозволило збільшити його живучість до 1000 пострілів. Була випущена установна серія із 24 гармат, інформація про їх використання відсутня[2].

## Боєприпаси та балістика

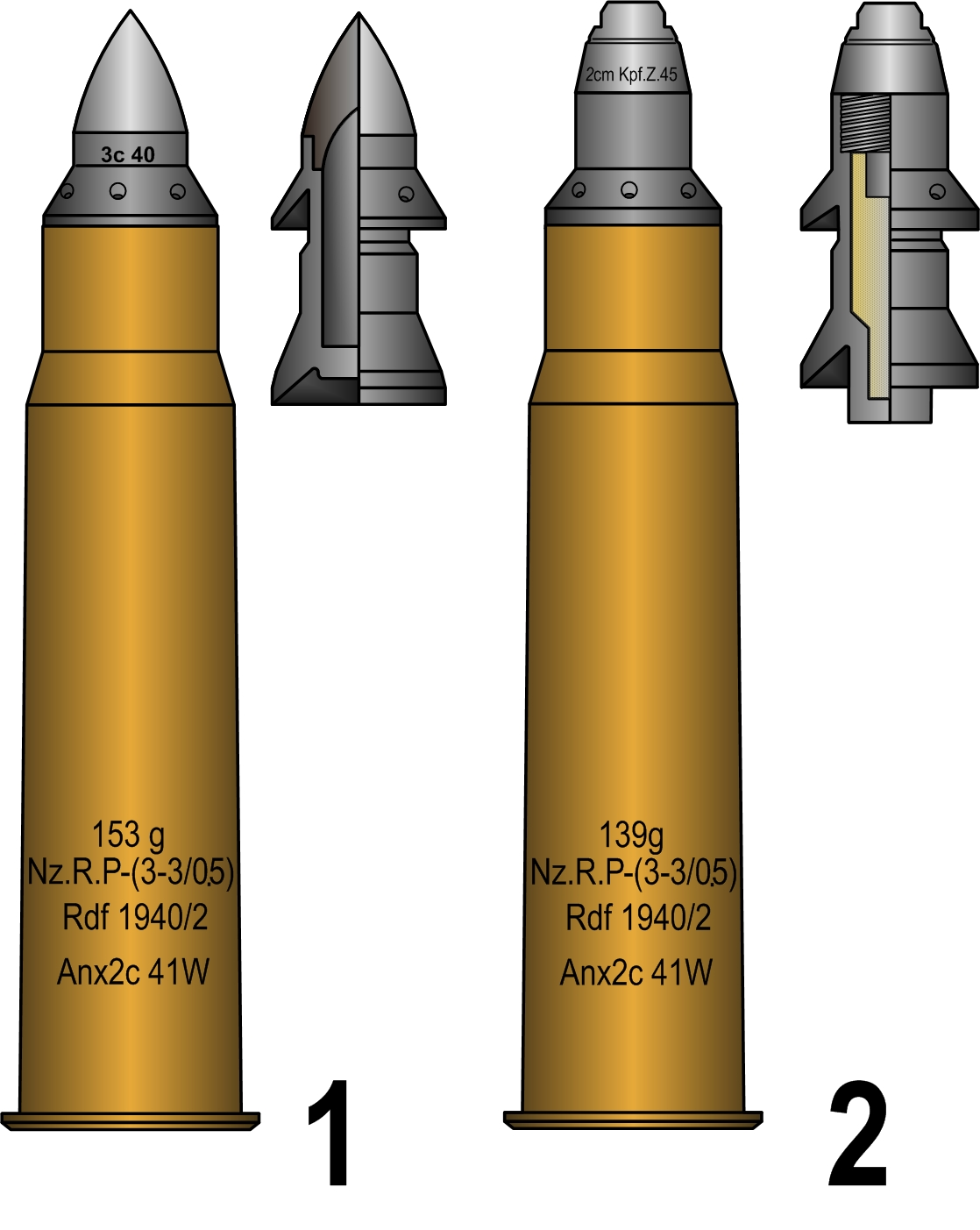
Боєприпаси до 2,8 cm schwere Panzerbüchse 41:
1. Бронебійний підкаліберний снаряд
2. Осколковий снаряд

Постріли s.Pz.B.41 комплектуються у вигляді унітарного набою із гільзою 28×188 мм (із закраїною). Асортимент боєприпасів артилерійської системи представлений усього п'ятьма типами пострілів, з них усього два типи бойових — з бронебійним підкаліберним снарядом (маса пострілу 630 г) і з осколковим снарядом (маса пострілу 600 г). Довжина обох типів пострілів становить 221 мм. Гільза латунна суцільнотягнута, діаметр фланця 47,5 мм, маса гільзи 240 г. Займання заряду здійснюється за допомогою капсульної втулки C/13 nA або C/13 nA St. Метальний заряд складається із піроксилінового зернового пороху марки Nz.R.P. масою 140 г для пострілу з осколковим снарядом і 155 г — для пострілу з бронебійним снарядом. Постріли транспортувалися у металевих лотках по 12 штук у кожному. Маса лотка з пострілами — 11,5 кг.
Бронебійний підкаліберний снаряд 2,8 cm Pzgr.41 складається із сердечника, оболонки та балістичного наконечника. Довжина снаряда 64 мм, маса 124 г (за іншими даними — 131 г). Сердечник виготовлений з твердого металокерамічного сплаву на основі карбіду вольфраму, містить близько 91 % вольфраму. Маса сердечника 50 г, довжина 35 мм, діаметр 10 мм. Оболонка виготовляється із м'якої сталі та має два центрувальних кільцевих конусних виступи, які при русі снаряду по конічному каналу обжимаються і врізаються у його нарізи, забезпечуючи обертальний рух снаряда в польоті. При русі стволом виступи поступово мнуться, і діаметр снаряда зменшується. Завдяки такій конструкції снаряда, тиск у каналі ствола при пострілі досить значний і сягає 3800 кгс/см². Балістичний наконечник із магнієвого сплаву укручується в оболонку після посадки сердечника. При ударі снаряда о броню балістичний наконечник і оболонка руйнуються, а сердечник пробиває її. Для навчальних стрільб існував практичний постріл 2,8 cm Panzergranatpatrone 41 (Üb).
Осколковий снаряд 2,8 cm SprGr.41 має сталевий корпус з двома центрувальними кільцевими конусними виступами й фігурною каморою. Довжина снаряда 69 мм, маса 93 г (за іншими даними — 85 г). Розривний заряд складається з двох шашок пресованого, флегматизованого ТЕНу загальною масою 5 г. Підривач 2 cm Kpf.Z.45 головний миттєвої дії не запобіжного типу, маса детонатора 9,5 г. Уражальна дія осколкових снарядів дуже слабка, стрільба ними велася тільки в крайніх випадках для самооборони обслуг.
Іншими двома типами боєприпасів до s.Pz.B.41 були навчально-тренувальні 2,8 cm Exerzierpatrone та холості 2,8 cm Platzpatrone.
| Номенклатура боєприпасів                      |                 |                  |            |                          |                                   |
| Тип                                           | Індекс          | Маса снаряда, кг | Маса ВР, м | Початкова швидкість, м/с | Дальність таблична максимальна, м |
| Бронебійні підкаліберні снаряди               |                 |                  |            |                          |                                   |
| Бронебійний снаряд підкаліберний              | 2,8 cm PzGr.41  | 0,124-0,131      | -          | 1430                     | 500                               |
| Осколкові снаряди                             |                 |                  |            |                          |                                   |
| Осколкова граната з підривником 2 cm Kpf.Z.45 | 2,8 cm SprGr.41 | 0,085-0,093      | 5          | 1400                     | 1000                              |

| Таблиця бронепробивності для 2,8 cm s.Pz.B.41                                                                |                           |
| Підкаліберний бронебійний снаряд 2,8 cm PzGr.41                                                              |                           |
| Дальність, м                                                                                                 | При куті зустрічі 90°, мм |
| 100 | 94                        |
| 500 | 66                        |
| Наведені дані відносяться до німецької методики розрахунку пробивної здатності для катаної гомогенної броні. |                           |

| Таблиця бронепробивності для 2,8 cm s.Pz.B.41 |                           |
| Підкаліберний бронебійний снаряд 2,8 cm PzGr.41 |                           |
| Дальність, м | При куті зустрічі 60°, мм |
| 100 | 52                        |
| 300 | 46                        |
| 500 | 40                        |
| Наведені дані відносяться до радянської методики розрахунку пробивної здатності (для снарядів воєнного часу це формула Жакоб де-Марра для цементованої броні з коефіцієнтом K = 2400). Слід пам'ятати, що показники бронепробивності можуть помітно відрізнятися при використанні різних партій снарядів і різної за технологією виготовлення броні. |                           |

## Оцінка проєкту
Німецькі гармати з конічним каналом ствола були шедевром конструкторської думки. Виробництво таких гармат вимагало високої виробничої культури та найсучасніших технологій. Дослідні роботи щодо гармат такого типу велися у ряді країн, але серійно гармати з конічним каналом ствола вироблялися лише у Німеччині, Франції (29/20-мм гармата Ларсена) та Великій Британії (конічний адаптер Littlejohn до 40-мм гармат QF 2 pounder). У СРСР гармату такого типу в 1940 році намагалося створити конструкторське бюро під керівництвом В. Г. Грабіна, але усі зусилля призвели лише до виготовлення одного дефектного досвідченого зразка; створити гармату з конічним каналом ствола радянським конструкторам вдалося лише після німецько-радянської війни на базі німецьких трофейних зразків.
Основними перевагами s.Pz.B.41 у порівнянні з традиційними протитанковими гарматами є:
- висока початкова швидкість (для початку 1940-х років початкова швидкість 1400 м/с перевищувала верхню межу артилерійських швидкостей) і, відповідно, високі для свого калібру значення бронепробивності;
- невелика маса рушниці (особливо модифікації s.Pz.B.41 le.Fl.41), що дозволяло легко переміщати її силами обслуги та використовувати в умовах важкопрохідної місцевості;
- малі розміри (особливо зі знятим колісним ходом), значно підвищують виживаність гармати на полі бою і сильно полегшують її розміщення на бойовій позиції й швидкості й хорошої маскування;
- можливість розбирання на частини;
- висока точність стрільби за рахунок великої початкової швидкості й хорошої настильності траєкторії.

Основні недоліки s.Pz.B.41:
- низька живучість ствола (близько 500 пострілів, на гарматах перших серій усього 250 пострілів; для порівняння, живучість ствола 37-мм гармати Pak 35/36 становила близько 5000 пострілів[24]). У той же час відзначається, що в реальній бойових обставинах ймовірність виживання гармати, що зробила 500 пострілів по танках з близької відстані, дуже невелика;
- дуже слабка дія осколкового снаряда;
- використання у бронебійних снарядах дефіцитного вольфраму;
- низька технологічність виробництва ствола;
- відносно невисока ефективна дальність стрільби (до 500 м);
- недостатньо висока руйнівна дія легкого снаряда після пробиття броні;
- наявність демаскуючого при стрільбі дульного гальма.

Балістичні можливості s.Pz.B.41 дозволяли їй протягом війни впевнено уражати легкі танки противника з дистанції 500 м і менше (за винятком верхнього лобового листа корпусу радянського легкого танка Т-70, встановленого зі значним кутом нахилу). Середні танки, такі як радянський Т-34 і американський «Шерман», впевнено уражалися у борт і башту, а англійський «Кромвель» (за винятком пізніх модифікацій з посиленим бронюванням) — і в лоб. На близьких дистанціях (100 м і менше) німецька рушниця могла пробивати броню і важких танків противника.
| Характеристики бронювання танків СРСР, США і Великої Британії періоду Другої світової війни |             |             |               |             |             |             |               |                 |                 |                   |                   |
| Характеристика                                                                              | Т-26        | Т-70        | Т-34          | КВ-1        | ІС-2        | М3          | М4            | Valentine V     | Matilda II      | Crusader III      | Cromwell IV       |
| Країна                                                                                      | СРСР        | СРСР        | СРСР          | СРСР        | СРСР        | США         | США           | Велика Британія | Велика Британія | Велика Британія   | Велика Британія   |
| Тип                                                                                         | легкий танк | легкий танк | середній танк | важкий танк | важкий танк | легкий танк | середній танк | піхотний танк   | піхотний танк   | крейсерський танк | крейсерський танк |
| Рік надходження у війська                                                                   | 1932        | 1942        | 1940          | 1940        | 1944 р.     | 1941        | 1942          | 1942            | 1940            | 1942              | 1943              |
| Бронювання чола корпусу, мм                                                                 | 15          | 35 (72)     | 45 (90)       | 75 (87)     | 120 (139)   | 38 (40)     | 50 (89)       | 60              | 78              | 32 (37)           | 57 (62)           |
| Бронювання борту корпусу, мм                                                                | 15          | 15          | 45 (52)       | 75          | 90 (93)     | 25          | 38            | 50              | 70 (81)         | 27                | 32                |

Порівняння рушниці з аналогами утруднене, оскільки серійні протитанкові гармати з конічним каналом ствола за межами Німеччини були лише у Франції, де в 1940 році була випущена невелика (близько 50 шт.) партія 29/20-мм гармат Ларсена, що мали близьку s.Pz.B.41 початкову швидкість 1400 м/с, але значно більш легкі боєприпаси. Гармата Ларсена розміщувалася на лафеті французької 25-мм протитанкової гармати 25 AC 37, мала масу близько 300 кг.
Аналогічні s.Pz.B.41 функції легкої протитанкової системи виконували протитанкові гармати калібру 20-37 мм, універсальні (зенітно-протитанкові) автоматичні гармати калібру 20-25 мм, а також важкі протитанкові рушниці калібру 20 мм.
| Характеристики легких протитанкових гармат і важких ПТР періоду Другої світової війни |                      |                      |                      |                      |                                  |                                   |                                          |                      |
| Характеристика                                                                        | s.Pz.B.41            | Pak 35/36            | 29/20mm Larsen       | 25 AC 37             | M/40 Madsen                      | ЧК-М1                             | Тип 98                                   | Solothurn S-18/1100  |
| Країна                                                                                | Третій Рейх          | Третій Рейх          | Франція              | Франція              | Данія                            | СРСР                              | Японія                                   | Швейцарія            |
| Призначення та тип                                                                    | протитанкова гармата | протитанкова гармата | протитанкова гармата | протитанкова гармата | автоматична протитанкова гармата | авіадесантна протитанкова гармата | автоматична протитанкова/зенітна гармата | протитанкова рушниця |
| Калібр, мм/довжина ствола, клб                                                        | 28(20)/62(86)        | 37/45                | 29(20)/?             | 25/72                | 20/60                            | 37/63                             | 20/70                                    | 20/72                |
| Маса в бойовому положенні, кг                                                         | 229                  | 480                  | ?                    | 300                  | 160                              | 217                               | 268                                      | 52                   |
| Маса бронебійного снаряда, г                                                          | 125                  | 685/355              | 90                   | 320                  | 158                              | 758/610                           | 162                                      | 143/100              |
| Початкова швидкість бронебійного снаряда                                              | 1430                 | 762/1030             | 1400                 | 920                  | 775                              | 865/955                           | 830                                      | 830/1050             |
| Максимальний кут ГН, град                                                             | 70                   | 60                   | ?                    | 60                   | ?                                | 45                                | 360                                      | 360                  |

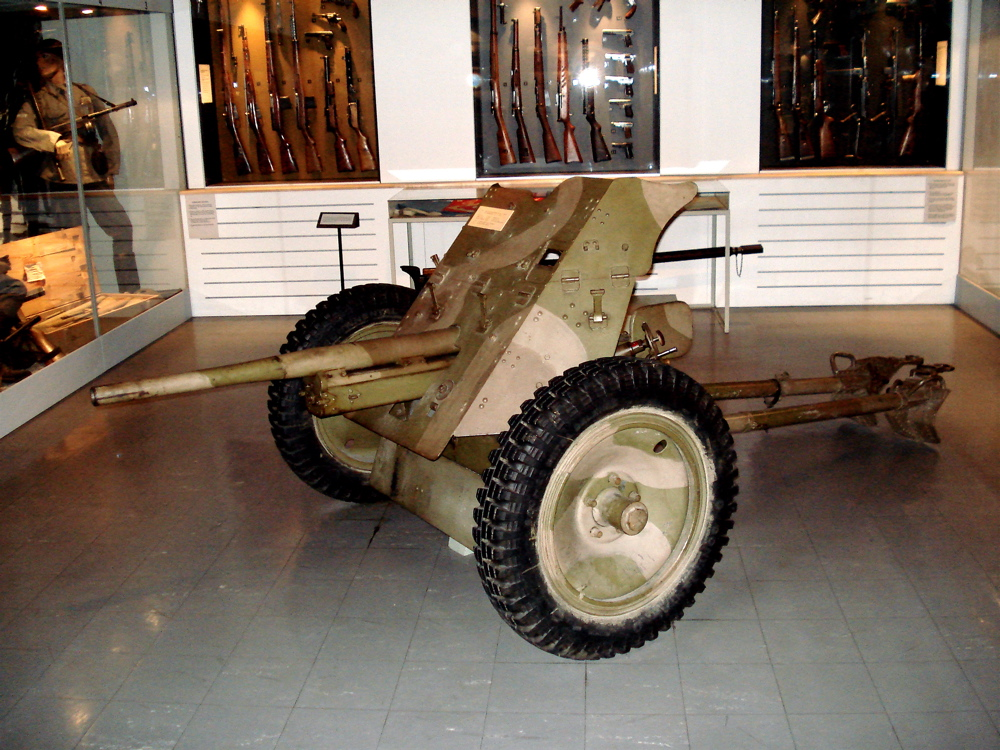
37-мм гармата Pak 35/36
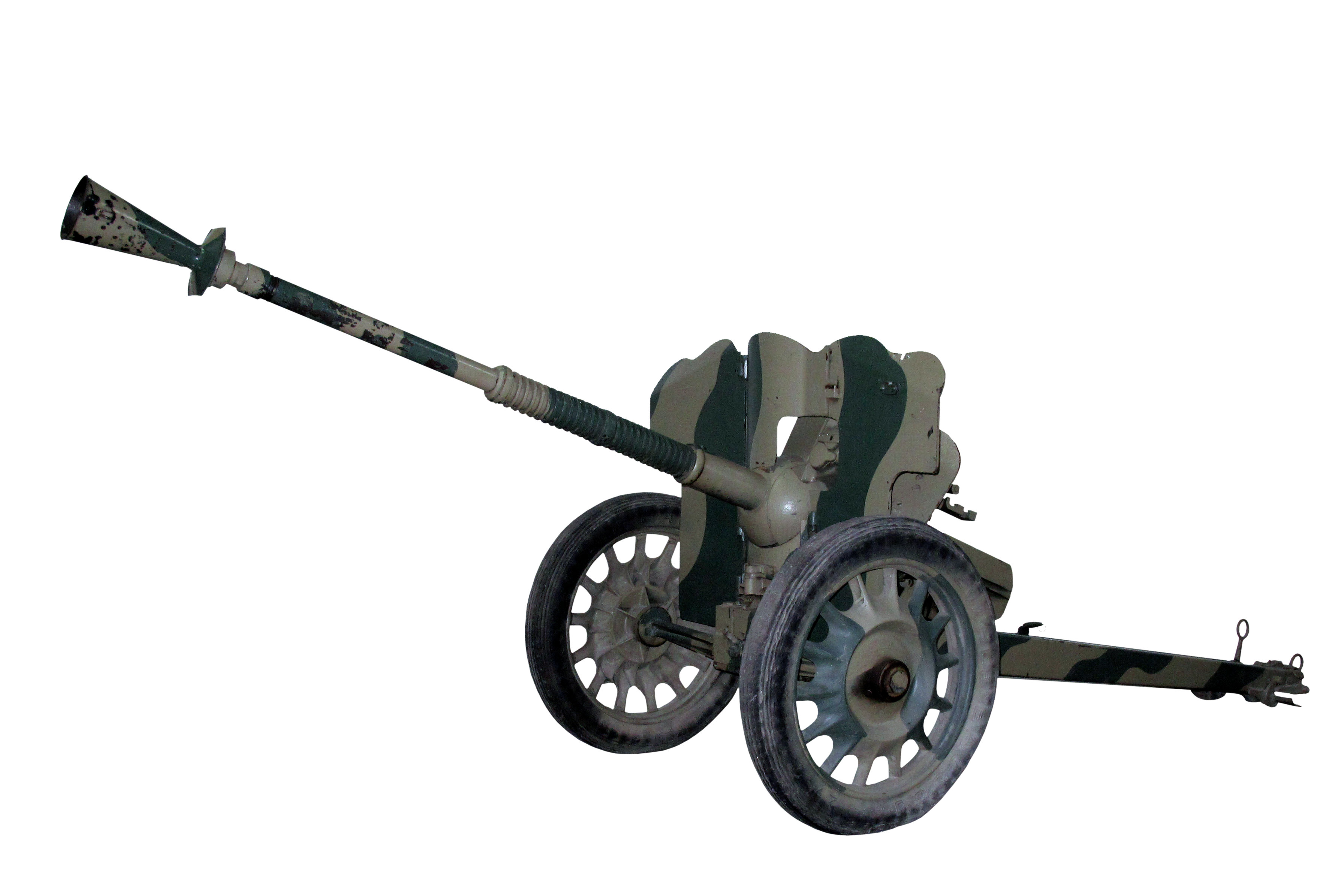
25-мм гармата AC 37
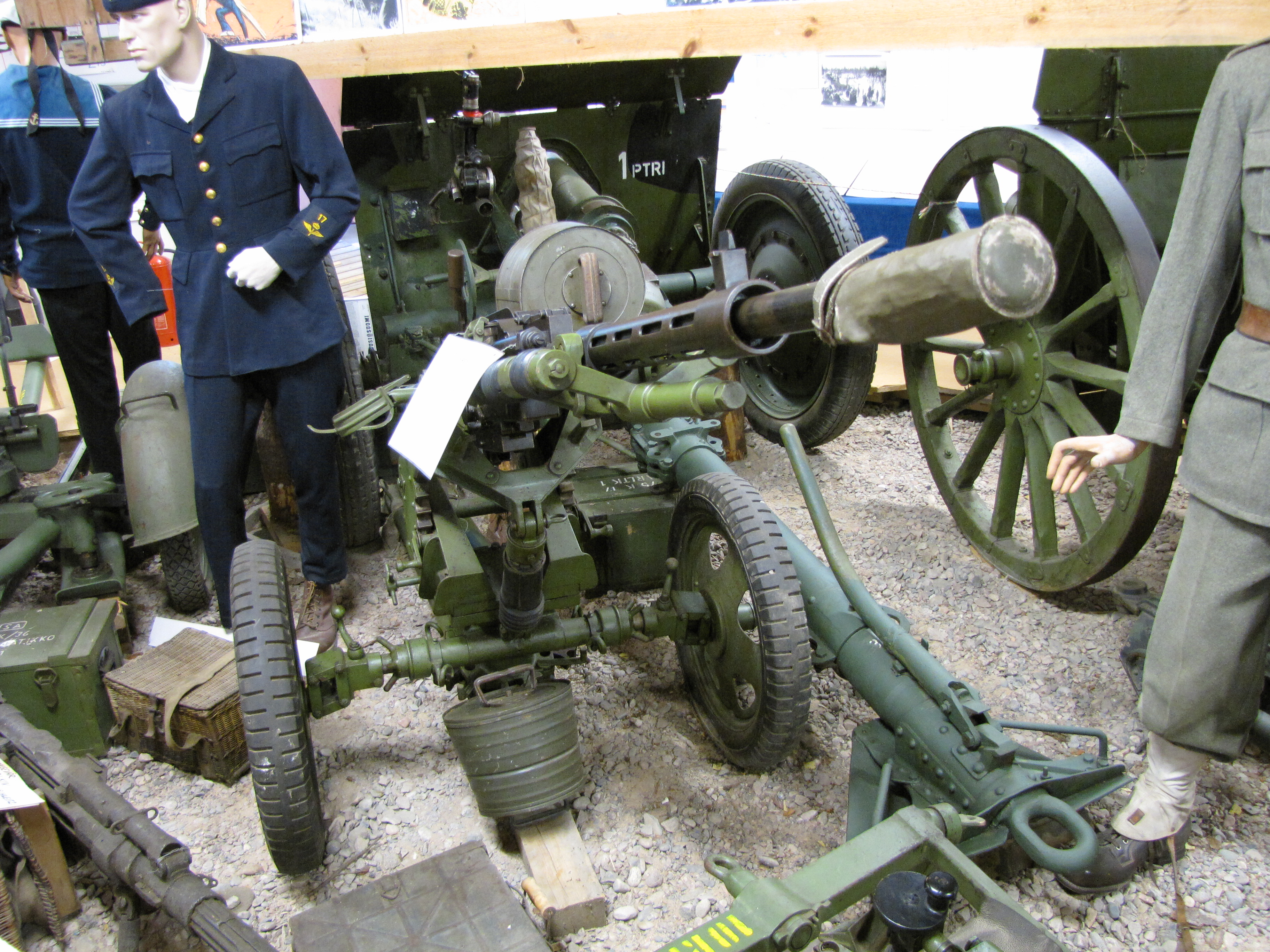
20-мм гармата Мадсена
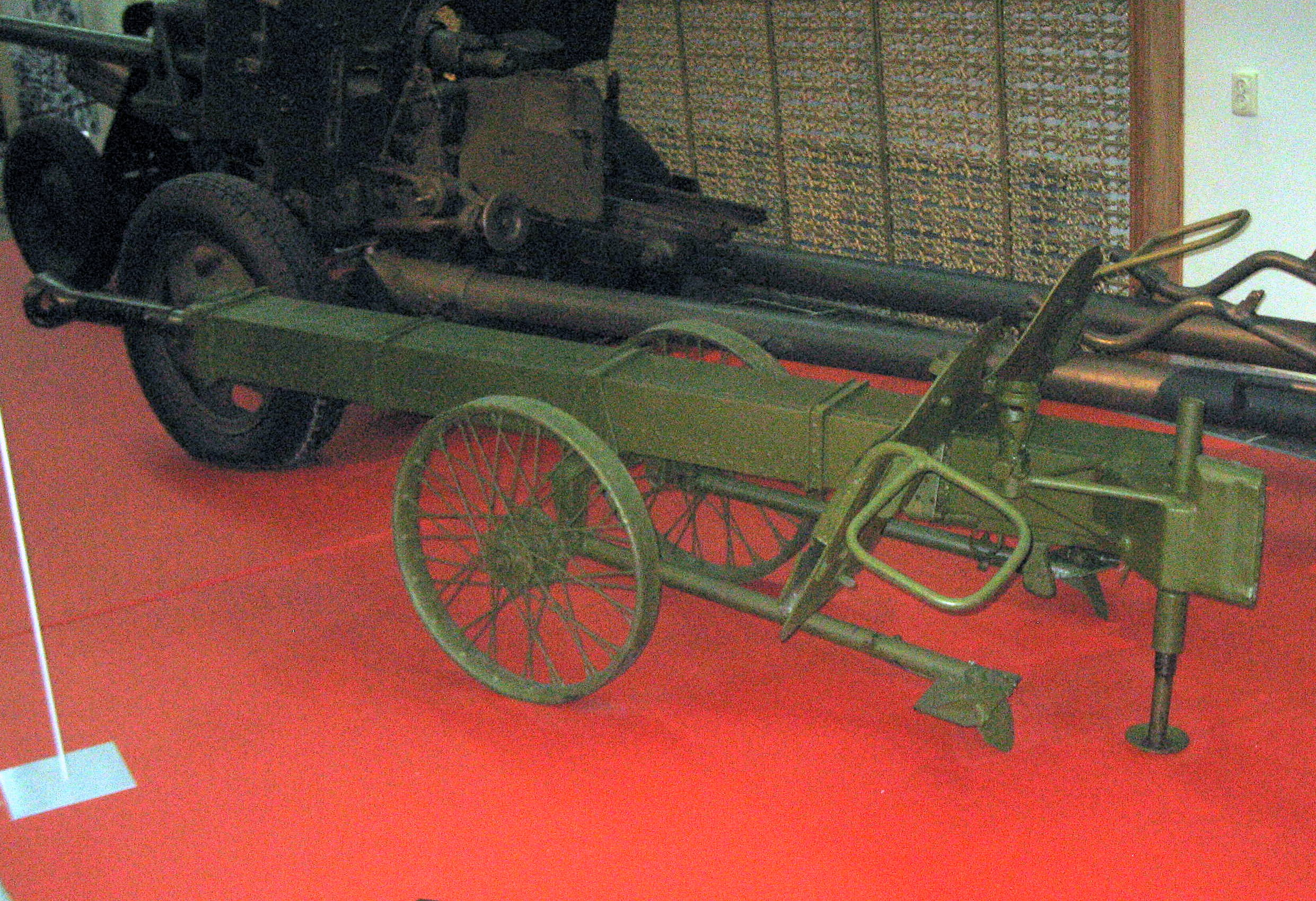
37-мм гармата ЧК-М1
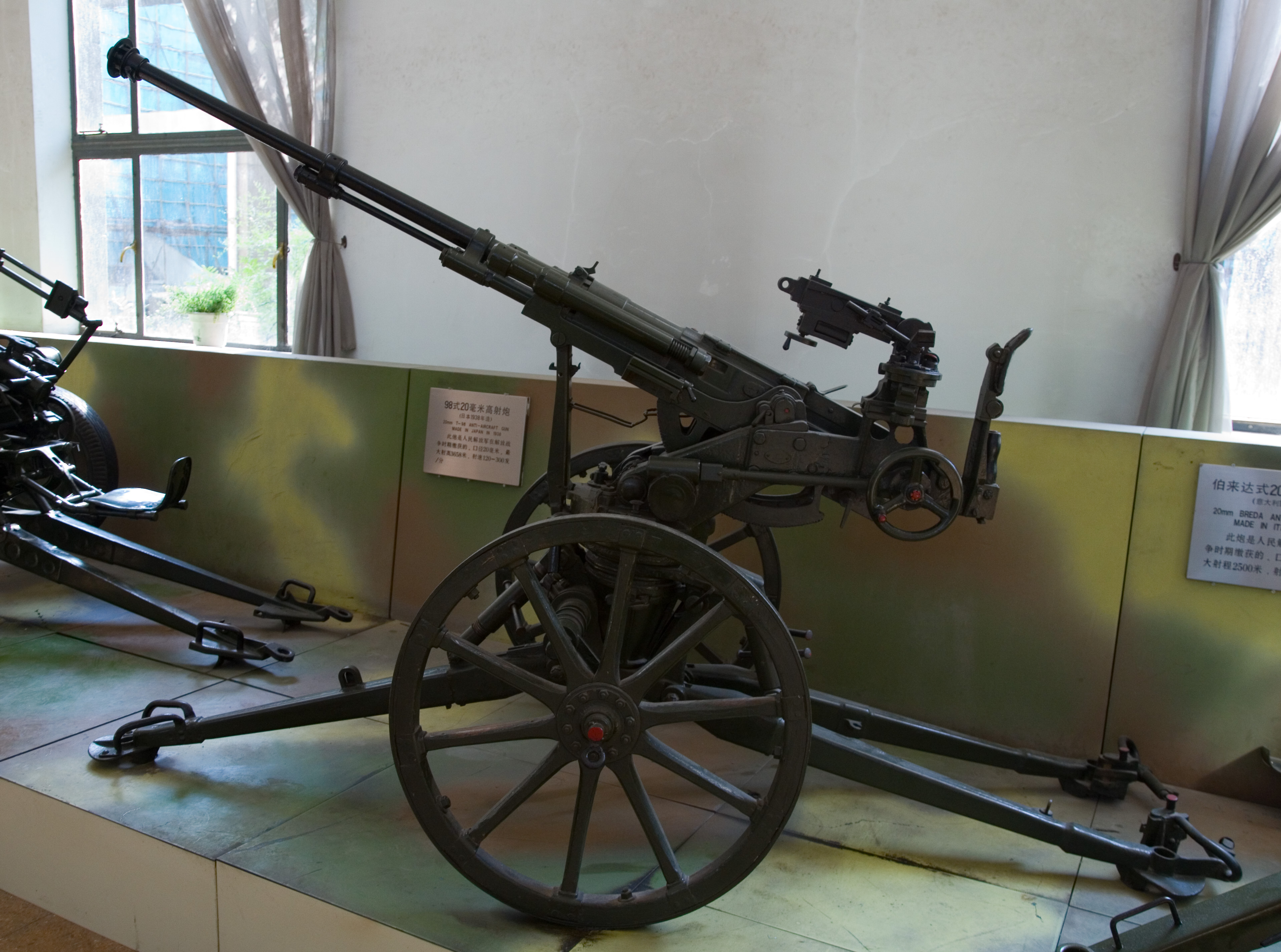
20-мм гармата «Тип 98»
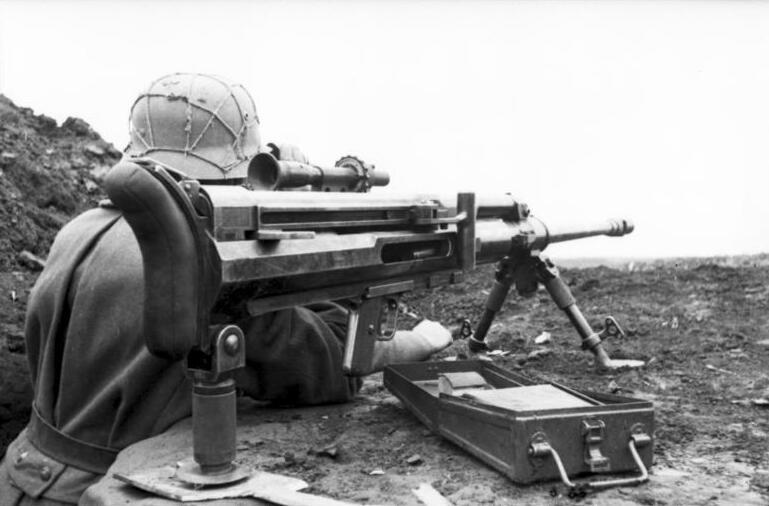
20-мм протитанкова рушниця S-18/1000

Широко поширені в 1930-х роках протитанкові гармати калібру 37 мм, типовим представником яких є німецька Pak 35/36, при використанні підкаліберних снарядів мають близькі або навіть більш слабкі в порівнянні з s.Pz.B.41 показники бронепробивності. Так, відповідно до використовуваної у СРСР методики розрахунку бронепробиваності, Pak 35/36 при стрільбі підкаліберним снарядом PzGr.40 по бронєвій плиті, встановленій під кутом 60°, на дистанції 300 м пробивала 38 мм броні, а на дистанції 100 м — 62 мм; в Японії й Італії при аналогічних умовах s.Pz.B.41 пробивала броню товщиною 46 і 52 мм відповідно. При цьому Pak 35/36 приблизно вдвічі важче звичайного варіанту s.Pz.B.41 і в 3,5 рази — авіадесантного, а також має значно більші габарити. Перевагою Pak 35/36 є краща заброньова дія бронебійних снарядів, наявність набагато більш ефективного осколкового снаряда та в 10 разів більша живучість ствола, що дозволяло використовувати гармату не тільки як протитанкову, але і як піхотну. Із загальної маси 37-мм протитанкових гармат виділяється радянська 37-мм авіадесантна протитанкова гармата зразка 1944 року (ЧК-М1). Використовуючи оригінальну схему противідкотних пристроїв, радянським конструкторам вдалося створити дуже легку гармату (рівне по масі звичайному варіанту s.Pz.B.41), що має при цьому потужну для свого калібру балістику зенітної гармати зразка 1939 року (61-К). Крім кращої бронепробивності підкаліберним снарядом, радянська гармата вигідно відрізнялася від s.Pz.B.41 наявністю каліберного бронебійного снаряда та повноцінного осколкового снаряда. У той же час ЧК-М1 було прийнято на озброєння у 1944 році, коли виробництво s.Pz.B.41 вже було завершено.
Протитанкові гармати калібру 20-25 мм, порівняння s.Pz.B.41 із якими найбільш адекватне, отримали відносно невелике поширення. Знаходиться в цій групі французька 25-мм гармата Canon de 25 mm antichar Modèle 1937 Puteaux (AC 37), яка на 70 кг важче s.Pz.B.41 при більш слабкій бронепробиваності; осколкового снаряда французька гармата не мала. Інша гармата цієї групи, прийнята на озброєння ряду країн 20-мм автоматична гармата Мадсена вигідно відрізнялася невеликою масою (160 кг), можливістю ведення автоматичного вогню (використовувалися 40- і 60-зарядні магазини) і наявністю осколкового снаряда. У той же час гармата Мадсена мала досить слабку балістику та відповідно бронепробиваність (близько 25 мм на 100 м), що дозволяло їй боротися тільки з легкими танками, бронеавтомобілями та бронетранспортерами.
У 1930-х роках широке розповсюдження отримали легкі автоматичні зенітні гармати калібру 20-25 мм. Хоч їхнім основним завданням була боротьба з авіацією противника, в арміях деяких країн (наприклад, в Японії та Італії) на дані гармати покладалися і протитанкові завдання, у зв'язку з чим такі гармати вважалися універсальними — протитанково-зенітними. Типовим представником таких гармат є японська 20-мм гармата «Тип 98». У порівнянні з s.Pz.B.41 японська гармата є дещо більш важкою і має великі розміри, а також значно слабшу балістику та відповідно бронепробиваність. Перевагами японської гармати є можливість ведення автоматичного вогню і необмежений кут горизонтального наведення.
Важкі протитанкові рушниці калібру 20 мм отримали обмежене розповсюдження і представлені декількома моделями, розробленими в Швейцарії, Японії та Фінляндії. Їх типовим представником є рушниця S18-1100 швейцарської фірми «Solothurn» (м. Золотурн), розроблена під патрон 20×138 мм і прийнята на озброєння вермахту та італійської армії. У порівнянні з s.Pz.B.41 швейцарська рушниця мала відносно невелику масу та могла переноситись обслугою з 2 осіб, а також мала можливість ведення автоматичного вогню. У той же час і ця модель, і інші протитанкові рушниці значно поступалися s.Pz.B.41 по балістичними характеристикам.

## Екземпляри, що збереглися
s.Pz.B.41 можна побачити в канадському воєнному музеї в Оттаві (варіант для моторизованих підрозділів на лафеті з розсувними станинами), а також у музеї воєнної техніки у французькому Сомюрі (модифікація для парашутних військ, гармата експонується встановленим на відокремлюваний колісний хід).

## У масовій культурі
Збірні пластикові моделі s.Pz.B.41 у масштабі 1:35 випускаються фірмою Bronco Models (у комплект постачання входять моделі полегшеного варіанту рушниці, віддільного колісного ходу та візка для транспортування гармати) та фірмою Eduard (варіант гармати для моторизованих підрозділів із розсувними станинами).
Також дана рушниця присутня у наборі танкових аксесуарів, що випускається фірмою Italeri, кит № 6424 — модифікація sPzB 41 leFL 41[джерело не вказане 4727 днів].
у комп'ютерних іграх
- s.Pz.B.41 можна побачити в варгеймі «Мистецтво війни. Курська дуга», що входить у серію ігор «Мистецтво війни», що отримала високі оцінки критиків за реалістичність[38].

- uk.medalofhonor.wikia.com/wiki/PzB41 [Архівовано 18 листопада 2015 у Wayback Machine.] — стаття про sPzB 41 в українській вікі, присвяченій грі Medal of Honor: Allied Assault

### Виноски
1. ↑  Якщо броня розташована під нахилом, у дужках вказана ефективна товщина броні з урахуванням нахилу. Слід враховувати, що процес взаємодії снаряда з похилою бронею носить складний характер, що залежить від багатьох параметрів, таких як тип і якість виготовлення снаряда, його маса і швидкість при зіткненні, фізичні властивості та хімічний склад броні
2. ↑  При наявності підкаліберного снаряда його характеристики зазначаються через дріб.
3. ↑  Горизонтального наведення.